# أوبري بيج
أوبري بيج هو فلاح وسياسي نيوزيلندي، ولد في 9 أبريل 1929 في بالكلوثا (نيوزيلندا) في نيوزيلندا، وتوفي في 7 نوفمبر 1988 بسبب سرطان. نشط حزبياً في حزب العمال النيوزيلندي. وقد انتخب عضو مجلس النواب النيوزيلندي ‏.